# Gorges, Manche
Gorges är en kommun i departementet Manche i regionen Normandie i norra Frankrike. Kommunen ligger i kantonen Périers som tillhör arrondissementet Coutances. År 2022 hade Gorges 347 invånare.

## Befolkningsutveckling
Antalet invånare i kommunen Gorges
| Referens: INSEE |